# Minsk-aftalen
|  | For aftalerne om konflikten i det østlige Ukraine, se Minskaftalerne |
Minsk-aftalen (russisk: Беловежские соглашения, hviderussisk: Белавежскія пагадненьні,ukrainsk: Біловезькі угоди) er den aftale, som erklærede Sovjetunionen opløst og etablerede SNG, Sammenslutningen af Uafhængige Stater i stedet. Den blev undertegnet på statens datja nær Viskuli i Białowieska-skoven i Hviderusland den 8. december 1991 af ledere fra Hviderusland, Rusland og Ukraine.

## Transliteration
Aftalen, der på dansk kaldes Minsk-aftalen, transskriberes bl.a. som Belavezh-aftalerne, Belovezh-aftalerne, Belovezha-aftalerne, Belavezha-aftalerne, Belovezhskaya-aftalerne, Belaya Vezha-aftalerne. Navnet på engelsk er "Belavezha Accords".

## Aftalen
Deltagerne på mødet var daværende præsidenter Boris Jeltsin fra Rusland, Stanislav Sjusjkevitsj fra Hviderusland og Leonid Kravtsjuk fra Ukraine. Om aftenen den 8. december sendte de en pressemelding ud via TASS, hvor de erklærede at "Vi, republikken Hviderusland, den russiske rådsrepublik og Ukraine erklærer, at Sovjetunionens eksistens som folkeretssubjekt og som geografisk-politisk realitet har ophørt at eksistere".
Parallelt med opløsningen af Sovjetunionen havde den sovjetiske præsident Mikhail Gorbatjov længe arbejdet for en reform af unionen. Disse bestræbelser resulterede i indgåelsen af Alma-Ata protokollen, der blev indgået den 21. december 1991, hvorved der blev etableret et nyt forbund uden central politisk ledelse, Sammenslutningen af Uafhængige Stater eller SNG. I SNG deltog de tidligere sovjetrepublikker, bortset fra Georgien og de baltiske lande.
Den 25. december 1991 ophørte Sovjetunionen med at eksistere og USSR's præsident Gorbatjov gik af. Sovjetunionen var på dette tidlspunkt ophørt med at fungere. Inden slutningen af året var alle sovjetiske institutioner nedlagt.